# イネス (クレーター)
イネス (Innes) は、月の裏側にあるクレーターであり、モスクワの海の北西に位置する。プロキシマ・ケンタウリを発見した南アフリカの天文学者ロバート・イネスにちなんで名づけられた。
イネスの西北西にはセイファートが、イネスの南東にはメガーズが位置しており、イネスの西南西にはポルズノフが位置している。
イネスに顕著な特徴はなく、隕石の衝突などにより大きく風化しているが、明瞭な周壁が残っている。イネスの輪郭は、西側の周壁がわずかに外側に膨らんだ形状をしている。イネスの底面はイネスの周囲の土地よりも低くなっており、内部には数個のクレーター痕がある。

## 従属クレーター
イネスのごく近くにある小さな無名のクレーターについては、アルファベットを付加することによって識別される。
| 名称 | 月面緯度     | 月面経度      | 直径  |
| ---- | ------------ | ------------- | ----- |
| G    | 北緯 26.7 度 | 東経 122.3 度 | 22 km |
| S    | 北緯 27.6 度 | 東経 117.3 度 | 33 km |
| Z    | 北緯 29.8 度 | 東経 119.2 度 | 33 km |